# عليشان قشلاقي (أنجيرلو)
علیشان قشلاقي (بالفارسية: علیشان قشلاقی) هي منطقة سكنية تقع في إيران في قسم أنجیرلو الريفي. يقدر عدد سكانها بـ 133 نسمة .